# 水猎龙属
水獵龍（屬名：Hydrorion，由希臘文的水「Hydro」、和獵人的「orion」組成，意思為水的獵者）是蛇頸龍目的一個屬，生存於早侏羅紀托阿爾階。 已知化石包括德國西南波西多尼亞頁岩發現的數件標本。 唯一種是短鰭水獵龍（Hydrorion brachypterygius），最初先後被描述為蛇頸龍及小鎖龍的一個種。水獵龍是種較小的蛇頸龍類，最大標本身長測為4米（13英尺）。

## 分類
一開始理察·歐文於1839年提出編號為BRSMG Cb 2337的標本為蛇頸龍新種－短鰭蛇頸龍（Plesiosaurus brachypterygius），理察·萊德克（Richard Lydekker）表示反對，他認為短鰭蛇頸龍屬於巨首蛇頸龍（Plesiosaurus macrocephalus，現在稱作巨首戰殤龍）的成年體。直到1923年，弗里德里希·冯·休尼（Friedrich von Huene）正式發表，認定短鰭蛇頸龍是獨立一個種。烏爾利希斯·M·懷爾德（Urlichs M Wild）於1994年，將此物種歸入小鎖龍，之後邁克爾·W·麥施（Michael W. Maisch）和馬丁·魯克林（Martin Rücklin）於2000年再歸入短鰭蛇頸龍。直到2007年，弗蘭齊斯卡·格羅斯曼（Franziska Großmann）創建新的屬，也就是水獵龍屬。

## 描述
小鎖龍科其他物種和水獵龍的頭骨比豪夫龙還要短小。